# Prithipal Singh
Prithipal Singh (Nankana Sahib, 28 gennaio 1932 – Ludhiana, 20 maggio 1983) è stato un hockeista su prato indiano.

## Palmarès

### Olimpiadi
- 3 medaglie:
  - 1 oro (Tokyo 1964)
  - 1 argento (Roma 1960)
  - 1 bronzo (Città del Messico 1968)